# Gourg de Cap de Long
Le Gourg de Cap de Long est un lac pyrénéen français situé administrativement dans la commune d’Aragnouet dans le département des Hautes-Pyrénées en région  Occitanie.
C’est un lac naturel qui a une superficie de 1,6 ha pour une altitude de 2 845 m, il atteint une profondeur de 2 m

## Toponymie
En occitan gourg, gorga a le sens de « lac profond ». Cap de Long signifie « la tête (de vallée) (au pied) du (pic) Long ».

## Géographie
Le lac est situé en vallée de Port Bielh Bastan, en vallée d'Aure, dans la réserve du Néouvielle dans le sud du département français des Hautes-Pyrénées dans le massif du Néouvielle.

Il est entouré de nombreux pics comme le Pic Long (3 192 m), le pic Badet (3 160 m), le Pic Maou (3 074 m) , le Pic de Campbieil (3 173 m) entre la crête de Hourgade et la Montagne de Pichadères.

### Topographie
| Lac du Pays Baché (2 870 m) |                      |                             |
| Pic Long (3 192 m)          | Gourg de Cap de Long | Port de Campbieil (2 596 m) |
| Glacier de Pays-Baché       | Pic Maou (3 074 m)   |                             |

### Hydrologie
Le lac a pour émissaire le ruisseau de Cap de Long.

## Protection environnementale
Le lac est situé dans le parc national des Pyrénées.
Le lac fait partie d'une zone naturelle protégée, classée ZNIEFF de type 1 : Réserve du Néouvielle et vallons de Port-Bielh et du Bastan

## Voies d'accès
Le lac est accessible par le versant est prendre le sentier au bord du lac de Cap de Long côté sud et prendre le sentier le long du ruisseau de Cap de Long.